# Stephen West (Designer)

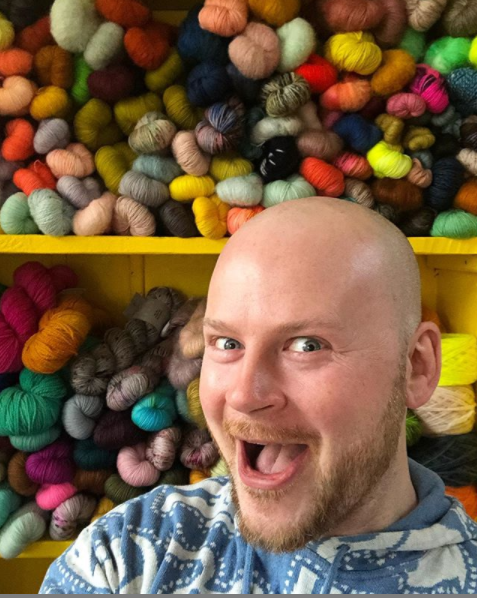
Stephen West

Stephen West (* 1989 in Tulsa, Oklahoma) ist ein US-amerikanischer Tänzer und Modedesigner. Bekannt wurde er durch unkonventionelle Strick-Entwürfe.

## Leben
West begann auf der High School in Tulsa mit dem Stricken, absolvierte eine Tanzausbildung an der University of Illinois und veröffentlichte erste Strickanleitungen auf Ravelry. Aufgrund des dortigen Erfolgs etablierte er das Modelabel Westknits. 2010 zog er nach Amsterdam, um dort an der School of New Dance Development zu studieren, und lebt seitdem dort. West entwirft jährlich 50 bis 75 neue Designs. Beliebte Strickmuster verkaufen sich bis zu über 10.000-mal. Seine Gratismuster werden manchmal über 80.000-mal heruntergeladen. 2013 stellte er aus vorhandenen Pullovern  Strickhosen her und prägte dafür das Kofferwort swants aus sweater (engl. pullover) und pants (engl. Hosen). Inzwischen gilt er mit seinen oft bunten und asymmetrischen Entwürfen als einer der Stars der Strick-Szene.

## Veröffentlichungen
- Westknits Bestknits: Sweaters, 2017, ISBN 978-0-9851317-7-7
- Westknits Bestknits: Shawls, 2016, ISBN 978-0-9851317-5-3
- Midgard, 2012, ISBN 978-0-9851317-4-6
- Made for Movement, 2012, ISBN 978-0-9851317-1-5